# Popova Skalá
Popova Skalá är ett berg i Tjeckien.   Det ligger i regionen Liberec, i den norra delen av landet, 90 km norr om huvudstaden Prag. Toppen på Popova Skalá är 565 meter över havet, eller 84 meter över den omgivande terrängen. Bredden vid basen är 1,2 km.
Terrängen runt Popova Skalá är kuperad åt sydväst, men åt nordost är den platt.Runt Popova Skalá är det ganska glesbefolkat, med 22 invånare per kvadratkilometer. Närmaste större samhälle är Liberec, 18,2 km öster om Popova Skalá. Omgivningarna runt Popova Skalá är en mosaik av jordbruksmark och naturlig växtlighet.